# Ervita
Ervita (deutsch Erwita) ist ein Dorf im Kreis Järva im nördlichen Estland. Historisch gehörte das Dorf zum Kirchspiel St. Marien-Magdalenen (Koeru), heute gehört es zur Gemeinde Järva (bis 2017 zu Koeru).

## Herrenhaus

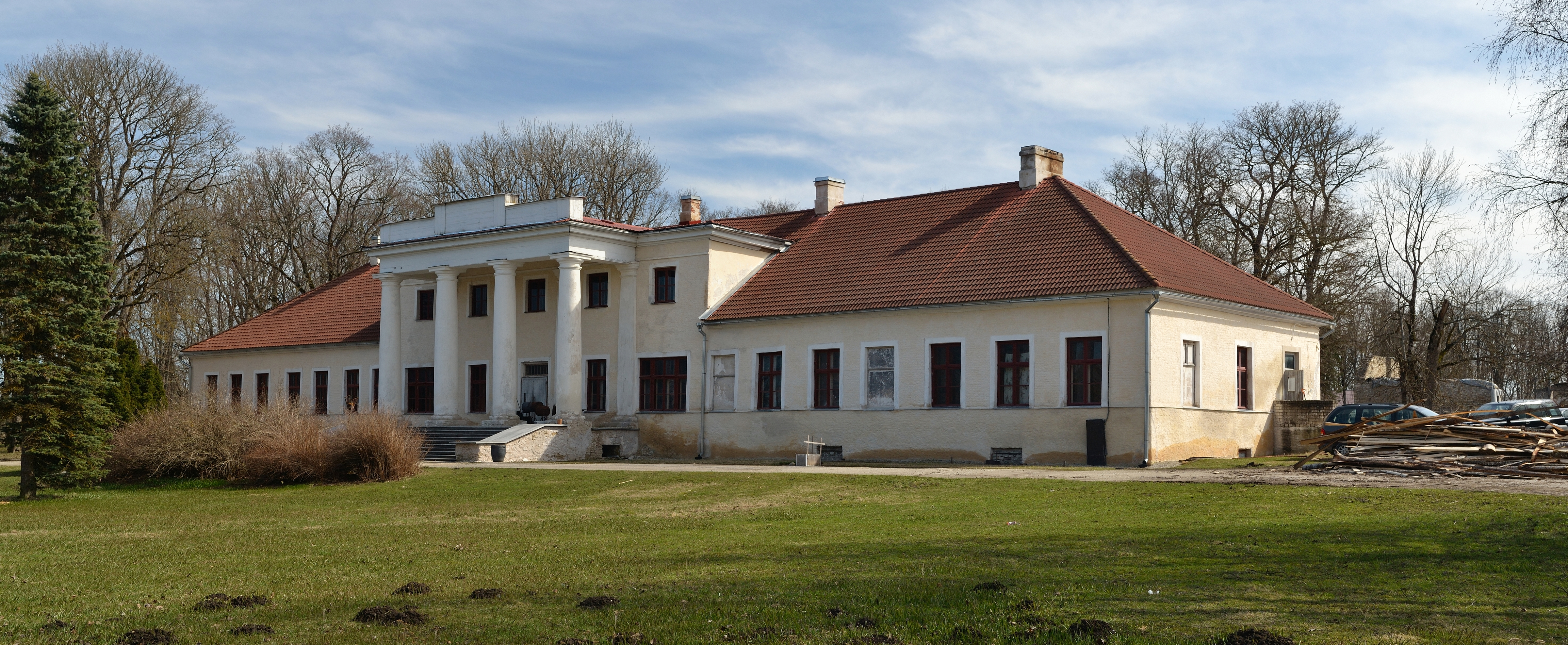
Herrenhaus Ervita

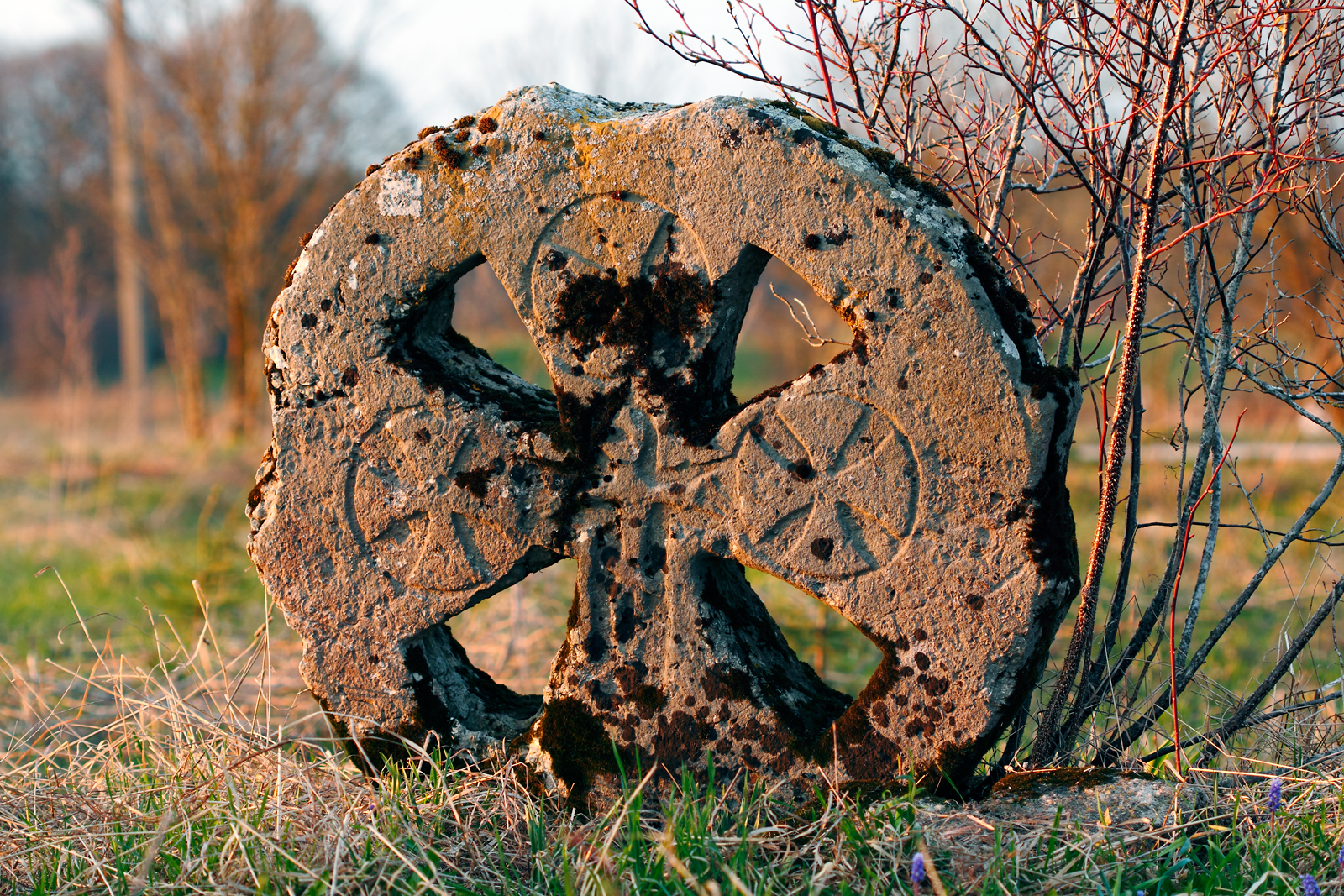
Kalksteinkreuz an der Windmühle von Ervita

Ein Herrenhaus in Ervita ist seit dem Jahr 1663 belegt. Das heutige klassizistische Gebäude stammt aus dem frühen 19. Jahrhundert. Der baltendeutsche russische General Gotthard Johann von Knorring wurde im Herrenhaus Ervita geboren. Heute ist das Gutsgebäude in privatem Besitz und wird restauriert.